# Стокс (Северна Каролина)
Стокс (енгл. Stokes) насељено је место без административног статуса у америчкој савезној држави Северна Каролина.

## Демографија
По попису из 2010. године број становника је 376.
| Група             | 2000.    | 2010.       |
| Белци             | 0 (0,0%) | 299 (79,5%) |
| Афроамериканци    | 0 (0,0%) | 70 (18,6%)  |
| Азијати           | 0 (0,0%) | 1 (0,3%)    |
| Хиспаноамериканци | 0 (0,0%) | 1 (0,3%)    |
| Укупно            | 0        | 376         |